# Mazirbe
Mazirbe (livonsky Irē nebo Piški Īra, rusky Мазирбе, německy Klein-Irben) je vesnice v Lotyšsku, ležící 18 km jihozápadně od Kolky. Jedná se o jednu z dvanácti vesnic na livonském pobřeží. Je významným kulturním místem Livonců a žije v ní přibližně 134 stálých obyvatel.
Ve středu vesnice se nachází tzv. Livonský dům lidu (Lviviju tautas nams), kulturní centrum z roku 1938, postavené s podporou ugrofinských jazykových bratranců z Maďarska, Finska a Estonska. Uvnitř je malé muzeum zobrazující osudy minulých generací Livonců. Každou první srpnovou neděli se zde koná Livonské shromáždění, které vrcholí průvodem na pláž, kde je na moře položen věnec, který symbolizuje vzpomínku na rybáře, kterým zde v minulosti vzala život velká voda. Týden před touto slavností se ve vesnici koná mládežnický kemp, na kterém se mluví pouze livonsky. Mazurský morový kámen je unikátním symbolem Mazirbe.